# ボートピア岡部
ボートピア岡部（ボートピアおかべ）は、戸田ボートレース企業団と埼玉県都市ボートレース企業団が埼玉県深谷市に設置しているボートレースの場外発売場である。施設会社は株式会社岡部コントリビューションパーク。

## 概要
2001年12月13日オープン。2011年4月からはボートレース戸田(昼)とボートレース桐生(夜)の全レースをはじめとして、主にSG・全国のGIおよびナイターレースなど、10場120レースの勝舟投票券を発売している。ボートレース戸田のレースについては本場と同じ出走表を配布している。発売締切は本場と同時である。
関東地区総合払戻サービスの対象施設となっており、さらに2012年4月より全国総合払戻サービスも行っている。
周囲から自家用車で舟券を買いに来るファンが多く、2004年5月には建物側に駐車場を新設している。
売上については他のボートピアと比較すると好調であり、2005年の笹川賞については、神戸市のボートピア神戸新開地に次ぐ2番目の売り上げをあげている。
2006年5月2日より早朝外向発売所を新設し、昼間開催を含む発売時は午前7時より、ナイター競走開催のみの発売時は正午より発売している。

## 施設の特徴
1Fは体育館のような大きなスペースの中に、大型のモニターと、オッズ等の表示が可能な小型のモニターが多数、および舟券の発売機と有人の発売所が並んでいる。また、モツ煮込み定食等が食べられる食堂がついている。2Fは指定席で料金は2000円である。
- 大型映像モニター 249インチ（フルハイビジョン対応）×2
- 4面ビデオウォール 1階・2階にそれぞれ一式
- 12面モニター 1階・2階にそれぞれ一式 出走表・払戻金・成績を表示

## アクセス
〒369-0224 埼玉県深谷市西田86番地
- 東日本旅客鉄道（JR東日本）高崎線 岡部駅下車、無料送迎バスで約5分。
  - 無料送迎バスの運行頻度は1時間3～4本。近隣から自動車で来場する利用者が多く、無料送迎バスは空いていることが多い。
- 関越自動車道 本庄児玉ICより約15分・花園ICより約20分。　国道17号・深谷バイパスと現道の合流点。

## 競走結果
ボートピア岡部独自では、競走結果等のテレホンサービスを行っていない。発売した競走の結果を確認するには各ボートレース場のテレホン（テレドーム）サービスで確認する。